# 櫛椎龍屬
櫛椎龍屬（學名：Ctenospondylus）意為「櫛狀脊椎」，是盤龍目楔齒龍科的一屬，是異齒龍的近親，生存於二疊紀早期。
櫛椎龍的化石發現於美國德州與俄亥俄州，屬於Seymouran陸地脊椎動物群，地質年代相當於二疊紀阿丁斯克階到二疊紀空谷階。
在俄亥俄州的一個地點，曾發現櫛椎龍、異齒龍、基龍、蛇齒龍、引螈等化石。

## 描述
櫛椎龍的身長約3公尺，頭骨深長、狹窄，嘴部大，牙齒銳利，尾巴長，具有矮的背帆。研究资料表示其下颌最大可以张开50度。櫛椎龍是種大型肉食性動物，可能是所處環境的頂級掠食動物，可能與異齒龍等動物競爭食物。

## 圖片集

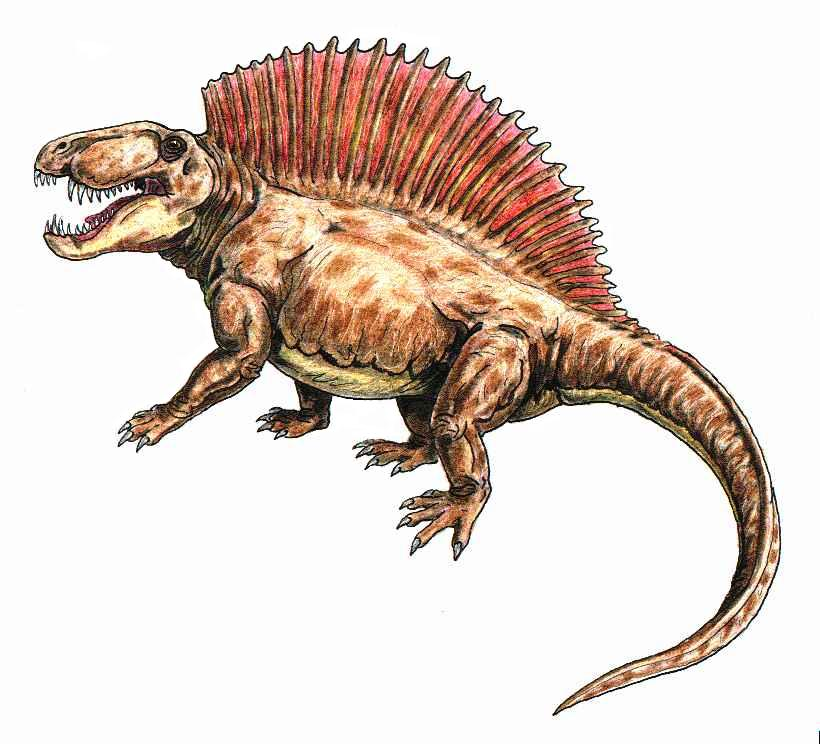
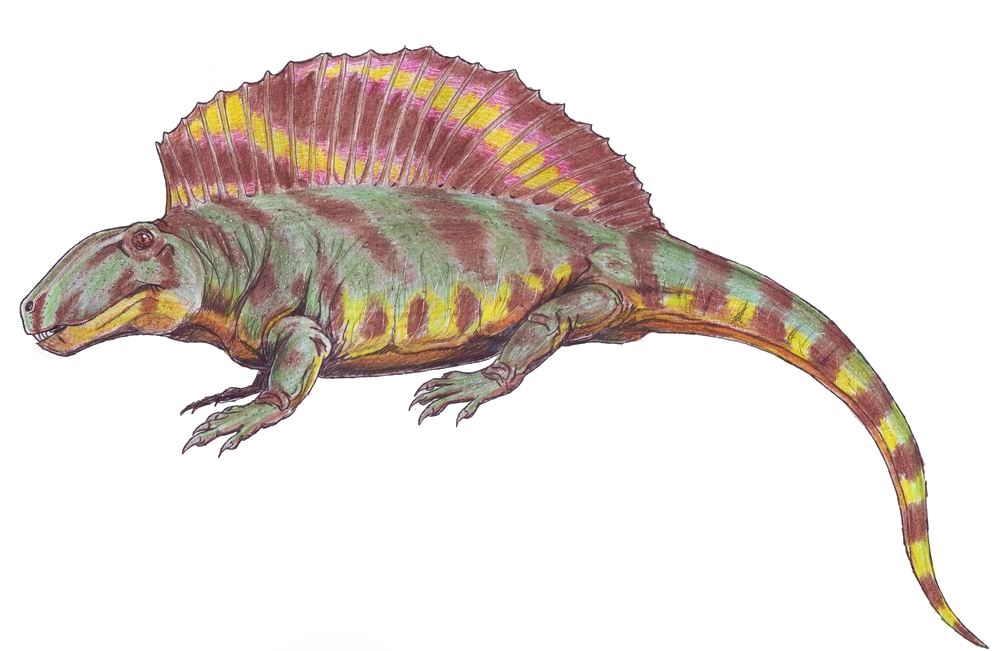